# Harwell-Gletscher
Der Harwell-Gletscher ist ein 5 km langer und steilwandiger Gletscher in der antarktischen Ross Dependency. Im Königin-Maud-Gebirge fließt er von den Nordhängen der Prince Olav Mountains unmittelbar östlich des Mount Smithson zum oberen Abschnitt des Gough-Gletschers.
Das Advisory Committee on Antarctic Names benannte ihn 1966 nach Leutnant Thomas W. Harwell vom Civil Engineer Corps der United States Navy, der an Transportoperationen im Rahmen der Operation Deep Freeze im Jahr 1964 beteiligt war.